# قرفة حقيقية
القرفة، دار صيني،قرفة سرنديب أو القرفة الحقيقية، القرفة السيلانية أو السرلانكية (الاسم العلمي: Cinnamomum verum) وهي شجرة صغيرة دائمة الخضرة تنتمي لفصيلة الغارية، موطنها الأصلي سريلانكا. وهي من بين الأنواع الأخرى التي يستخدم لحائها الداخلي كتوابل مثل القرفة المعروفة.